# Celoux
Celoux é uma comuna francesa na região administrativa de Auvérnia-Ródano-Alpes, no departamento de Cantal. Estende-se por uma área de 9,36 km². Em 2010 a comuna tinha 65 habitantes (densidade: 6,9 hab./km²).